# Грб Улциња
Грб Улцињa је званични грб црногорске општине Улцињ.

## Опис грба
У опису грба у Статуту општине каже се:
Грб има облик штита на коме су фигуративно укомпоновани сви симболи карактеристични за град Улцињ:
- стари град са каменима у темељима на обали мора,
- симбол сунца постављен изнад старог Града,
- гранчица маслине са плодовима,
- стара илирска барка са главом вука окренутој ка барци,

а грб има златни одруб (лежи на златном пољу).
Застава општине је бијеле боје и такође садржи грб општине на средини.